# Astatinae
Astatinae es una subfamilia cosmopolita de avispas solitarias de la familia Crabronidae. Los machos se caracterizan por tener ojos grandes que se tocan en la parte superior de la cabeza. El género más numeroso es Astata, con alrededor de la mitad de las 160 especies o más de la subfamilia.
Las hembras provisionan los nidos con larvas y adultos de Heteroptera, especialmente de las familias Pentatomidae, Scutelleridae, Lygaeidae, Reduviidae, Cydnidae, Alydidae y Rhopalidae.
Hay más de 150 especies en 4 géneros. El análisis filogenético de Apoidea publicado en 2018 sugiere que Astatinae, junto con varias otras subfamilias y una subtribu deberían ser ascendidas a la categoría de familia: Ammoplanina (= Ammoplanidae), Astatinae (= Astatidae), Bembicinae (= Bembicidae), Mellininae  (= Mellinidae), Pemphredoninae (= Pemphredonidae), Philanthinae (= Philanthidae), and Pseninae (= Psenidae).

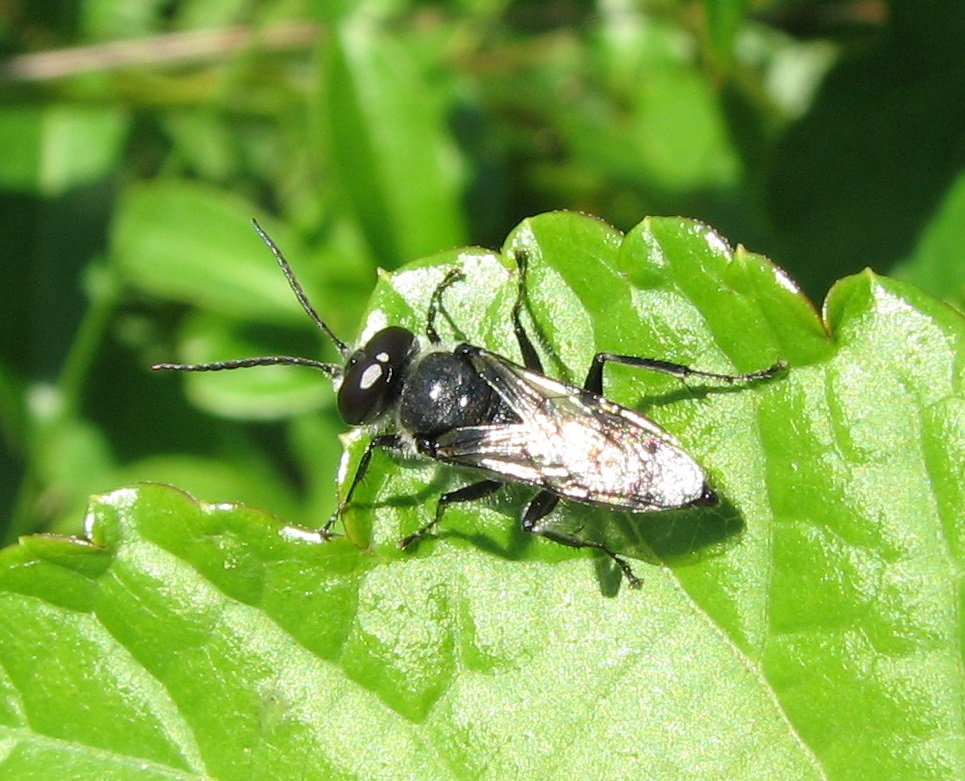
Astata sp., macho